# Drzewiczka
Die Drzewiczka ist ein rechter Zufluss der Pilica in der Woiwodschaft Łódź in Polen. Sie gehört damit dem Flusssystem der Weichsel an.

## Geografie
Die Drzewiczka entspringt bei dem Dorf Głęboka Droga in der Mesoregion Garb Gielniowski nahe der Grenze der Woiwodschaften Heiligkreuz und Masowien. Sie fließt zunächst in westlicher Richtung, wendet sich dann aber nach Nordwesten, tritt in die Woiwodschaft Łódź, lässt die Stadt Opoczno, wo ihr von links die rund 30 Kilometer lange Wąglanka zufließt, westlich liegen und kreuzt hier die Droga krajowa 12, fließt weiter nach Nordosten an Drzewica vorbei und weiter in nordnordöstlicher Richtung, wobei bei Odrzywół die Droga krajowa 48 gekreuzt wird, und weiter nach Norden bis zur Mündung in die Pilica bei Wolka Magierka gegenüber der Stadt Nowe Miasto nad Pilicą. Die Länge ihres Laufs beträgt 81,3 Kilometer, das Einzugsgebiet wird mit 1089,9 km² angegeben.
Die Drzewiczka ist insbesondere in ihrem Unterlauf (ab Drzewica) ein bekanntes Kajakrevier (befahrbar ab Wola Załężna).